# Crepidiastrum
Crepidiastrum é um género botânico pertencente à família Asteraceae.